# Amphilius opisthophthalmus
Amphilius opisthophthalmus is een straalvinnige vissensoort uit de familie van de kuilwangmeervallen (Amphiliidae). De wetenschappelijke naam van de soort is voor het eerst geldig gepubliceerd in 1919 door Boulenger.